# La Ruche méridionale
Pour les articles homonymes, voir La Ruche.
La Ruche méridionale est un groupe français régional de grande distribution, créé en 1905 par Lucien Samson et Joseph Blanc, basé à Agen (Lot-et-Garonne), disparu en 1997. 
Le groupe est racheté en 1989 par la Compagnie française de l'Afrique occidentale (CFAO), au terme d'une surenchère boursière de plusieurs semaines avec le groupe Rallye,. La CFAO apporte alors au groupe agenais ses activités de distribution situées dans le sud-est Sodim.
Un an plus tard, François Pinault achète la CFAO et décide de revendre quelques semaines après La Ruche méridionale au groupe Casino, pour un montant de 3 milliards de francs. La Ruche méridionale comptait alors 15 hypermarchés L'Univers, plus de 100 supermarchés Sodim et plusieurs centaines de supérettes La Ruche. Le dernier hypermarché L'Univers disparait en 1997 à Agen pour prendre l'enseigne Casino.